# César Barney Caldas
César Barney Caldas (Cali, 24 de maio de 1952 — Brasil, 17 de fevereiro de 2023) foi um arquiteto colombiano radicado no Brasil. Foi um dos arquitetos que contribuíram nos primeiros anos após a Construção de Brasília, sendo responsável por mais de 500 obras na cidade. Pelo seu papel na constituição da capital, recebeu em 1998 o título de cidadão honorário de Brasília.
Foi cônsul honorário da Colômbia em Brasília antes da inauguração da Embaixada da Colômbia em Brasília, cujo projeto arquitetônico foi realizado pelo próprio arquiteto.

## Carreira
César Barney iniciou os seus estudos em arquitetura na Universidade Estadual de Ohio, porém durante o curso, emigrou para o Brasil, onde se formou em 1960 pela Universidade do Brasil. Durante o período de sua graduação, trabalhou juntamente com Roberto Burle Marx.
Depois que se formou, trabalhou no Departamento de Urbanismo e Arquitetura (DUA) da Novacap, onde colaborou juntamente com Nauro Esteves e Oscar Niemeyer em diferentes projetos, incluindo a Torre de TV de Brasília, o anexo do Ministério da Justiça, o Touring Club do Brasil, e a sede da Aliança Francesa em Brasília. Nesse período, Barney recebeu nesse período o apelido de "Texas", por ter estudado nos Estados Unidos.
Dentre os principais projetos de Barney em Brasília estão a Embaixada da Colômbia em Brasília, a sede do Tribunal de Contas do Distrito Federal, o edifício Number One, um dos dois primeiros edifícios do Setor Comercial Norte, a primeira casa residencial do Lago Sul, o "Conjunto São Miguel" que deu origem as quadras 107, 108, 307 e 308 norte.
Fora do Distrito Federal, Barney foi o responsável pelo projeto urbanístico da cidade de Valparaíso de Goiás, e pelo Edifício Chams, em Uberlândia.

### Memória e homenagens
Em 2020, César Barney participou do documentário "BSB60 – Brasília e Seus Pioneiros", que lembra algumas pessoas que foram pioneiras no processo de construção de Brasília.
O Bloco I da SQN 115 recebeu o nome de "Edifício César Barney" em sua homenagem.

## Projetos arquitetônicos
- Edifício Chams
- Edifício Number One
- Embaixada da Colômbia em Brasília
- Lar dos Velhinhos Maria Madalena
- Planejamento urbanístico de Valparaíso de Goiás
- Quartel de Cavalaria do exército
- Quadras 107, 108, 307 e 308 da Asa Norte
- Tribunal de Contas do Distrito Federal (Juntamente com Nauro Esteves)